# Fonográf
Fonográf – węgierska grupa muzyczna działająca w latach 70. i 80., grająca głównie country rock. Zespół został założony w sylwestra 1973 roku i wziął swoją nazwę od gazety, w której pracował János Bródy. Jego członkami zostali byli muzycy grup Illés oraz Tolcsvayék és a Trió. Rozpadł się w 1985 roku.

## Skład zespołu
Przez cały okres działalności Fonográf grał w niezmienionym składzie:
- Levente Szörényi – gitara, mandolina, skrzypce, wokal, kompozycja
- János Bródy – elektryczna gitara stalowa, flet, gitara, kompozycja muzyki
- László Tolcsvay – instrumenty klawiszowe, gitara, banjo, harmonijka, wokal, kompozycja
- Mihály Móricz – gitary, wokal
- Szabolcs Szörényi – gitara basowa, wokal
- Oszkár Németh – instrumenty perkusyjne

## Dyskografia
- Fonográf I. (1974)	 	Hungaroton-Pepita
- Na, mi újság Wagner úr? (1975)
- FG-4 (1976)
- Edison Fonográf Album (1977)
- Útközben (1978)
- Fonográf Country (1979) (kompilacja)
- Fonográf: Millionsäljarna / Miljoonamyyjät (1980) (album anglojęzyczny na rynek szwedzki i fiński)
- Jelenkor (1984)
- A búcsú (1985)
- Használat előtt felrázandó! (2000) (kompilacja)
- Fonográf koncert 2004 (2005) (DVD)